# Ernst von Seydlitz
Ernst von Seydlitz (* 28. April 1784 in Tschöplau; † 18. Mai 1849 in Breslau) war ein Pädagoge und Geograph.

## Herkunft
Ernst Friedrich August von Seydlitz-Kurzbach war der Sohn des preußischen Majors Balthasar Florian von Seydlitz (* 3. März 1728; † 6. Februar 1796), Erbherr auf Stroppen und Wikoline im Landkreis Guhrau, und dessen Ehefrau Dorothea Gottliebe von Luck (* 6. Januar 1754; † 22. Juli 1792) aus dem Haus Kursko. Seine Eltern waren Mitglieder der Religionsgemeinschaft der Herrnhuter Brüdergemeine.

## Leben

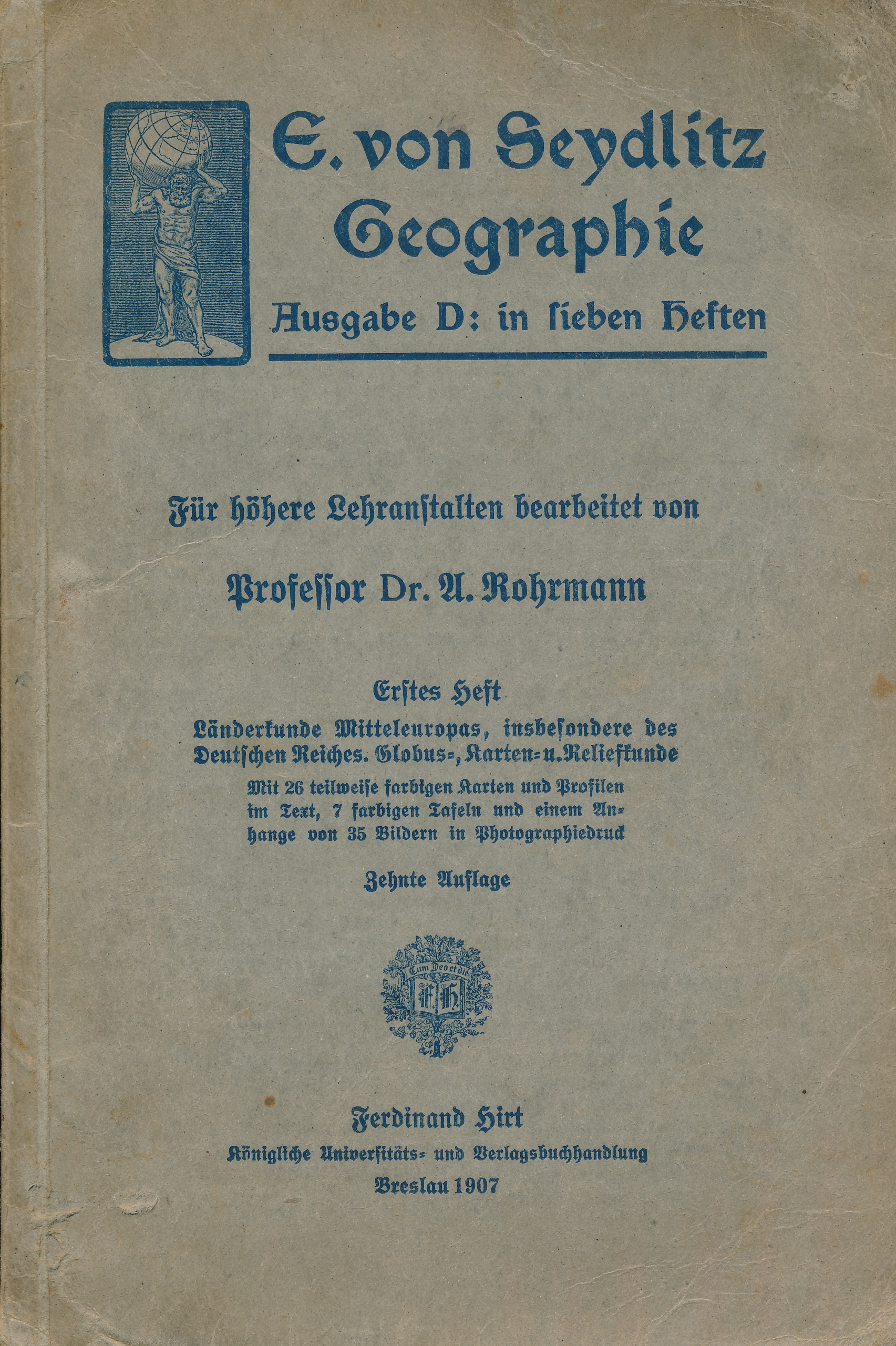
Titelseite zu Geographie, erstes Heft, Breslau 1907

Dem Schulbesuch diverser Einrichtungen der Brüderunität ließ von Seydlitz, dessen Vater bereits früh im Jahre 1796 verstarb, eine von 1801 bis 1804 währende Zeit als Seminarist am theologischen Seminar von Niesky in der Lausitz und ein Studium am Prediger- und Lehrerseminar im oberschlesischen Gnadenfeld im Kreis Cosel folgen. Sodann wirkte er 28 Jahre als Pädagoge für die Brüdergemeine. Er war zunächst als Lehrer in Neuwied am Rhein und in Ebersdorf (Reuß/Thüringen) als erster Lehrer tätig. 1815 kehrte er nach Gnadenfeld zurück. Dort hatte er eine Anstellung als Mitinspektor der Gnadenfelder Schulanstalten inne. Anschließend erfolgte im Jahr 1819 seine Berufung als Direktor („Inspektor“) der Erziehungsanstalten nach Gnadenfrei, dem heutigen polnischen Piława Gorna. 1832 schied er nach Konflikten infolge Kompetenzgerangels und finanziellen Problemen des Lehrinstituts, für die er verantwortlich gemacht wurde, gezwungenermaßen aus dem Dienst jener Erziehungsanstalt. Nach seinem Tod wurde dort jedoch im Jahre 1907 die Mädchenschule nach ihm benannt. Nach dem Ausscheiden aus dem pädagogischen Bereich war er eher erfolgloser Gutsbesitzer.
Von Seydlitz war Begründer der Seydlitz’schen Geographiebücher. Sein erstes Werk, das später zu einem Geographie-Standard-Lehrbuch werden sollte, war der Leitfaden der Geographie, das bei J. F. Korn in Breslau erschien und als Elementar-Buch für den Schul-Unterricht bezeichnet war. Die bereits 1842 erschienene dritte Auflage des Werks wurde beim Verlag Ferdinand Hirt verlegt. 1864 wurde das Buch ins Niederländische übersetzt. 18 Jahre später folgte eine Ausgabe in italienischer Sprache. Im Jahre 1891, das Seydlitz’sche Buch war bereits in 21. Auflage vorhanden, durchbrach die Zahl der verkauften Exemplare die Millionengrenze.

## Familie
Er heiratete am 13. November 1815 Emilie Henriette Antoinette Wilhelmine de la Palme du Pre (* 24. September 1797; † 12. Januar 1846) aus Breslau. Das Paar hatte folgende Kinder:
- Mathilde Emilie (* 14. Oktober 1816), Stiftsdame
- Wilhelm Adolf (* 30. März 1821; † 7. September 1847), Leutnant 30. Infanterie-Regiment
- Robert Julius (* 29. November 1824; † 21. Juli 1863 in Dundee) ⚭ in Manchester am 18. September 1857 Maria Adelaide de Torregiani (* 7. März 1832; † 3. Juli 1878 in Salerno) verwitwete Visconti del Balza
- Ernst Sigismund (* 25. Mai 1828; † 25. Juni 1875), Postdirektor
- Klara Augusta (* 15. März 1835), Stiftsdame
- Stanislaus Friedrich (* 22. November 1837; † 19. Mai 1876), Hauptmann a. D.